# Lophocampa pseudomaculata
Lophocampa pseudomaculata är en fjärilsart som beskrevs av Rothschild 1910. Lophocampa pseudomaculata ingår i släktet Lophocampa och familjen björnspinnare. Inga underarter finns listade i Catalogue of Life.